# Meurtres du lac Bodom
Les meurtres du lac Bodom sont une affaire criminelle en Finlande au cours de laquelle trois adolescents qui campaient ont été tués et un quatrième sévèrement blessé. Les meurtres sont survenus le 5 juin 1960, entre 4 h et 6 h du matin sur les rives du lac Bodom, situé sur la commune d'Espoo, à 22 km au nord-ouest d'Helsinki. Aucun coupable n'a pu être identifié. En 2004, soit 44 ans après les faits, le seul survivant a été accusé des meurtres mais fut déclaré non coupable à l'issue du procès en 2005.
Cette affaire a été largement médiatisée en Finlande et son souvenir reste encore très vivace dans la population finlandaise. L'histoire est à l'origine du nom de Children of Bodom, fameux groupe de death metal mélodique finlandais : plusieurs de leurs chansons sont d'ailleurs consacrées à cet évènement tout comme la mascotte du groupe, la faucheuse.

## Les faits

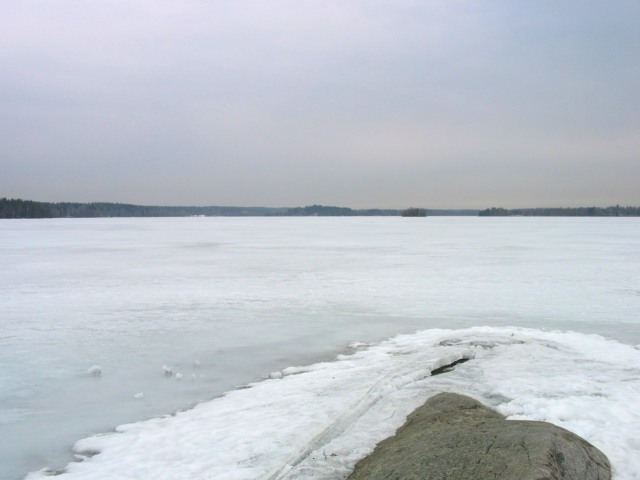
Le lac Bodom gelé.

Le samedi 4 juin 1960, quatre adolescents finlandais décident de camper le long du rivage de l'élégant lac Bodom (en finnois Bodominjärvi), près du village d'Oittaa, non loin de la ville d'Espoo. Les deux jeunes filles, Maila Irmeli Björklund et Anja Tuulikki Mäki ont quinze ans, elles sont chacune accompagnées par leurs petits amis de 18 ans, Seppo Antero Boisman et Nils Wilhelm Gustafsson.
Le 5 juin au matin, entre 4 h et 6 h, Mäki, Björklund et Boisman sont attaqués, poignardés et battus à mort. Gustafsson, le seul survivant du massacre, est victime de commotion cérébrale, de fractures de la mâchoire et des os du visage, d'ecchymoses au visage mais survit au drame. Revenu plus tard de son état de choc, il déclarera plus tard avoir vu cette nuit-là « un individu aux yeux brillants, vêtu de noir et de rouge, qui fond sur ses amis ».
Vers 6 h du matin, plusieurs garçons qui observaient les oiseaux à quelque distance de la scène du meurtre auraient vu la tente s'effondrer et un homme blond en sortir.
Les corps des victimes sont découverts vers 11 h par un menuisier du nom de Risto Sirén pendant sa séance de jogging. Après sa découverte, il alerte la police qui arrive sur les lieux à midi.

## L'enquête

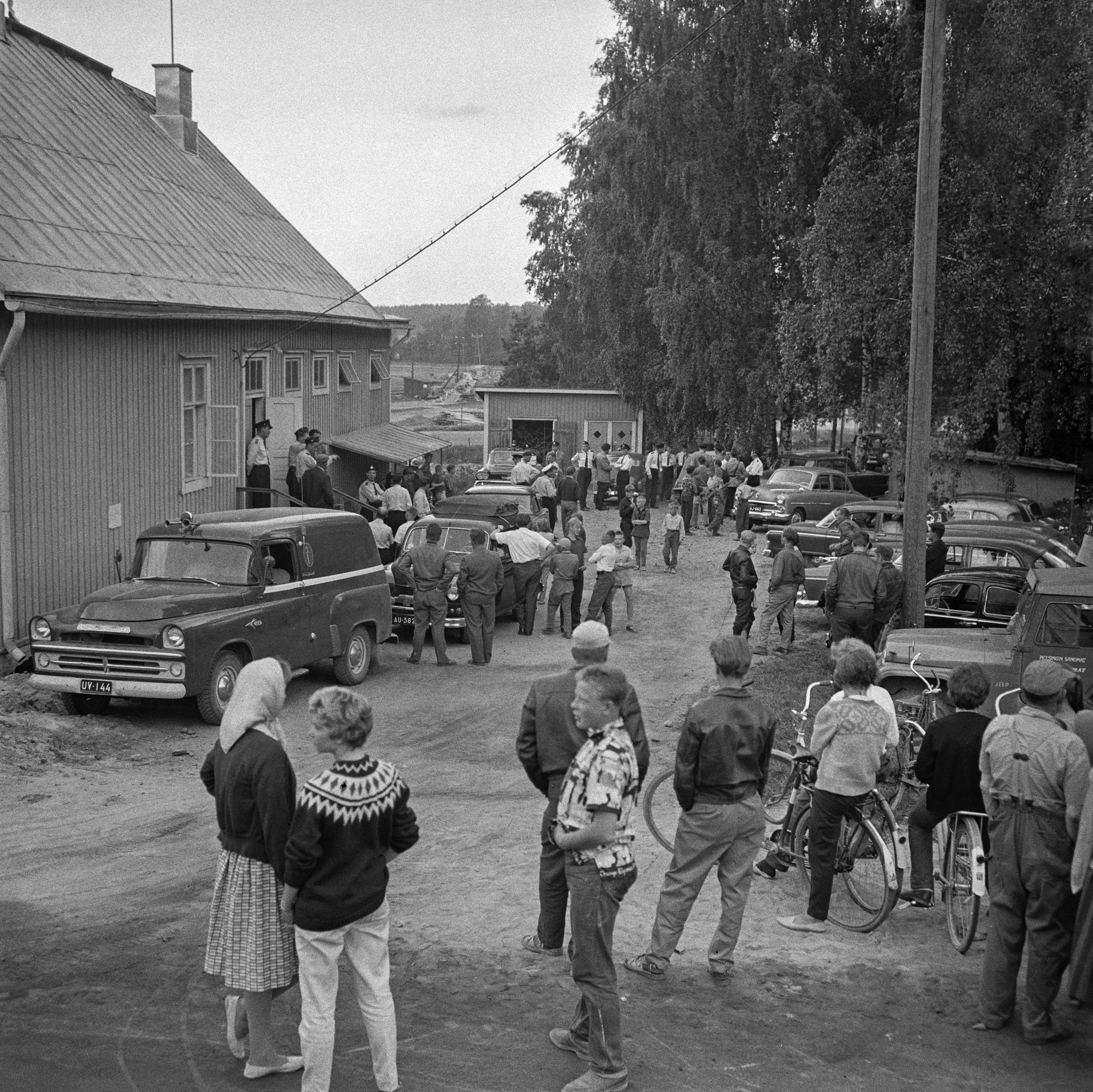
Près du lac, pendant l'enquête, juin 1960.

Les enquêteurs établissent que le tueur n'a pas pénétré dans la tente mais qu'il les a attaqués par les côtés de la tente, avec un couteau et un instrument contondant non identifié. Les armes du crime n'ont jamais été localisées.
Le tueur a volé plusieurs des objets personnels des victimes, y compris leurs portefeuilles et quelques-uns de leurs vêtements. Certains de ces vêtements, dont les chaussures de Nils Gustafsson, ont été plus tard découverts, partiellement cachés à environ 500 mètres du lieu du crime. D'autres objets des victimes, comme la veste en cuir de Seppo Boisman, n'ont jamais été localisés. Les traces de sang et d'empreintes ont montré que le tueur portait les chaussures de Gustafsson.
Maila Irmeli Björklund, la petite amie de Gustafsson, est retrouvée déshabillée à partir de la taille et couchée au-dessus de la tente. Elle a subi plus de blessures que les autres victimes, et notamment été poignardée plusieurs fois après sa mort ; les deux autres adolescents ont été tués avec moins de brutalité. Gustafsson est également retrouvé couché sur le dessus de la tente.

## Suspects

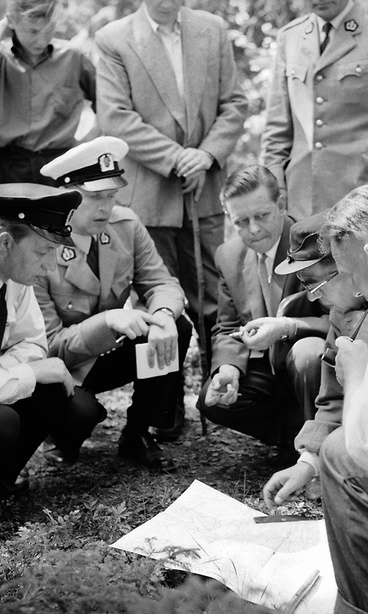
Sur la scène du crime, le 6 juin 1960.

Plusieurs individus ont été suspectés du crime.

### Pauli Luoma
Luoma était un prisonnier en fuite au moment des meurtres. La police l'a attrapé peu après et interrogé. Son alibi semblait solide, il aurait été à Otaniemi au moment des meurtres.

### Pentti Soininen
Pentti Soininen, homme d'entretien, est plusieurs fois condamné dans les années 1960 pour des actes de violence. À l'âge de 24 ans, alors qu'il était en prison dans le comté de Kuopio, il a avoué avoir commis les meurtres du lac Bodom. Âgé de 15 ans à cette époque, Soininen résidait à proximité d'Espoo. Les interrogatoires menés par la police n'ont pourtant pas été très concluants. Soininen était un psychopathe difficile à gérer et volontiers mythomane. Il s'est pendu en 1969 à Toijala.

### Valdemar Gyllström
Un des suspects principaux est Karl Valdemar Gyllström, un gardien de kiosque d'Oittaa. Il était connu pour haïr les campeurs et s'est comporté parfois agressivement envers eux. À Oittaa, Gyllström était connu comme "the Kiosk Man". Il s'est noyé dans le lac Bodom en 1969, sans doute un suicide. Un jour d'ivresse, il aurait confessé les meurtres à son voisin, peu de temps avant sa mort en affirmant : « Je les ai tués ». Gyllström a comblé un puits dans sa cour quelques jours après les meurtres mais les fouilles ultérieures n'ont rien révélé. Selon la police, la femme de Gyllström a déclaré qu'elle était restée éveillée toute la nuit du 4 au 5 juin et que son mari n'avait jamais été loin de la maison. Cependant, la femme aurait plus tard avoué que son mari avait menacé de la tuer si elle disait la vérité,.

### Hans Assmann
De lourds soupçons pèsent également sur Hans Assmann, un soi-disant espion du KGB. Le 6 juin 1960, il se présente à l'hôpital chirurgical d'Helsinki avec un comportement particulièrement étrange. Le malade est agressif et nerveux, ses ongles sont noirs et ses vêtements couverts de taches rouges. Les vêtements d'Assmann correspondent à la description du meurtrier du lac Bodom. Assmann a coupé ses longs cheveux blonds après que les détails concernant la description de l'assassin sont parus dans la presse. Assmann vivait à moins de cinq kilomètres des rives du lac. Son comportement suspect a interpellé le personnel hospitalier, ainsi que le directeur de l'hôpital, Jorma Palo, qui a fait un signalement à la police. Assmann n'a été que brièvement interrogé et ses vêtements n'ont pas été analysés, en dépit du fait que les médecins étaient certains qu'il s'agissait de sang. Plus tard Palo a écrit trois livres sur Assmann et les meurtres de Bodom. L'ancien inspecteur en chef de la police, Matti Paloaro, soupçonnait également Assmann de cinq autres meurtres. La responsabilité d'Assmann a été évoquée en particulier dans d'autres affaires de meurtres finlandais non résolus comme celui de Kyllikki Saari à Isojoki ou le double meurtre de Tulilahti à Heinävesi,.

### L'inconnu de l'enterrement
Sur une photographie de presse de l'enterrement des victimes, un visage a été jugé très ressemblant aux descriptions fournies par Nils Gustafsson. Il n'a jamais été possible d'identifier cet individu.

### Deux pêcheurs
Il a été établi que deux jeunes gens pêchaient au bord du lac cette nuit-là. La police n'a jamais réussi à les identifier, alors qu'elle a retrouvé plusieurs poissons laissés sur les berges, comme s'ils étaient partis précipitamment.

## Le procès de Nils Gustafsson

Nils Gustafsson.

Fin mars 2004, près de 44 ans après les meurtres, Nils Gustafsson, le seul survivant, est arrêté par la police et soupçonné d'avoir assassiné ses trois amis. Début 2005, le Bureau national d'enquête finlandais déclare que l'affaire est résolue sur la base d'une nouvelle analyse des taches de sang. Selon la déclaration officielle, Gustafsson aurait été pris d'une crise de jalousie meurtrière envers Björklund, sa nouvelle petite amie. L'assassin s'est en effet particulièrement acharné sur elle, tandis que les deux autres adolescents ont été tués moins sauvagement. Les blessures de Gustafsson, bien que notables, furent moins sévères.
Le procès débute le 4 août 2005. L'accusation demande l'emprisonnement à perpétuité de Gustafsson, argumentant que le réexamen des preuves anciennes utilisant des techniques modernes soutient sa culpabilité. En particulier, aucun autre ADN que ceux des 4 campeurs n'a pu être retrouvé sur les objets de la scène de crime. La défense soutient au contraire que les meurtres étaient le travail d'un ou plusieurs étrangers et que Gustafsson aurait été incapable de tuer trois personnes étant donné l'étendue de ses blessures. Le 7 octobre 2005, Gustafsson est acquitté de toutes les accusations, et l'État finlandais est condamné à lui verser 44 900 euros de dommages, en particulier pour les souffrances psychologiques causées par la longue période de détention préventive,.
Le crime n'est toujours pas officiellement résolu.

## Film
Le film finlandais Lake Bodom (Bodom) coécrit et réalisé par Taneli Mustonen, sorti en 2016, s’inspire de cette affaire.